# John Craig Eaton
Pour les articles homonymes, voir Eaton.
John Craig Eaton, né le 28 avril 1876 et mort 30 mars 1922, est un homme d'affaires canadien et membre de l'éminente famille Eaton.

## Biographie

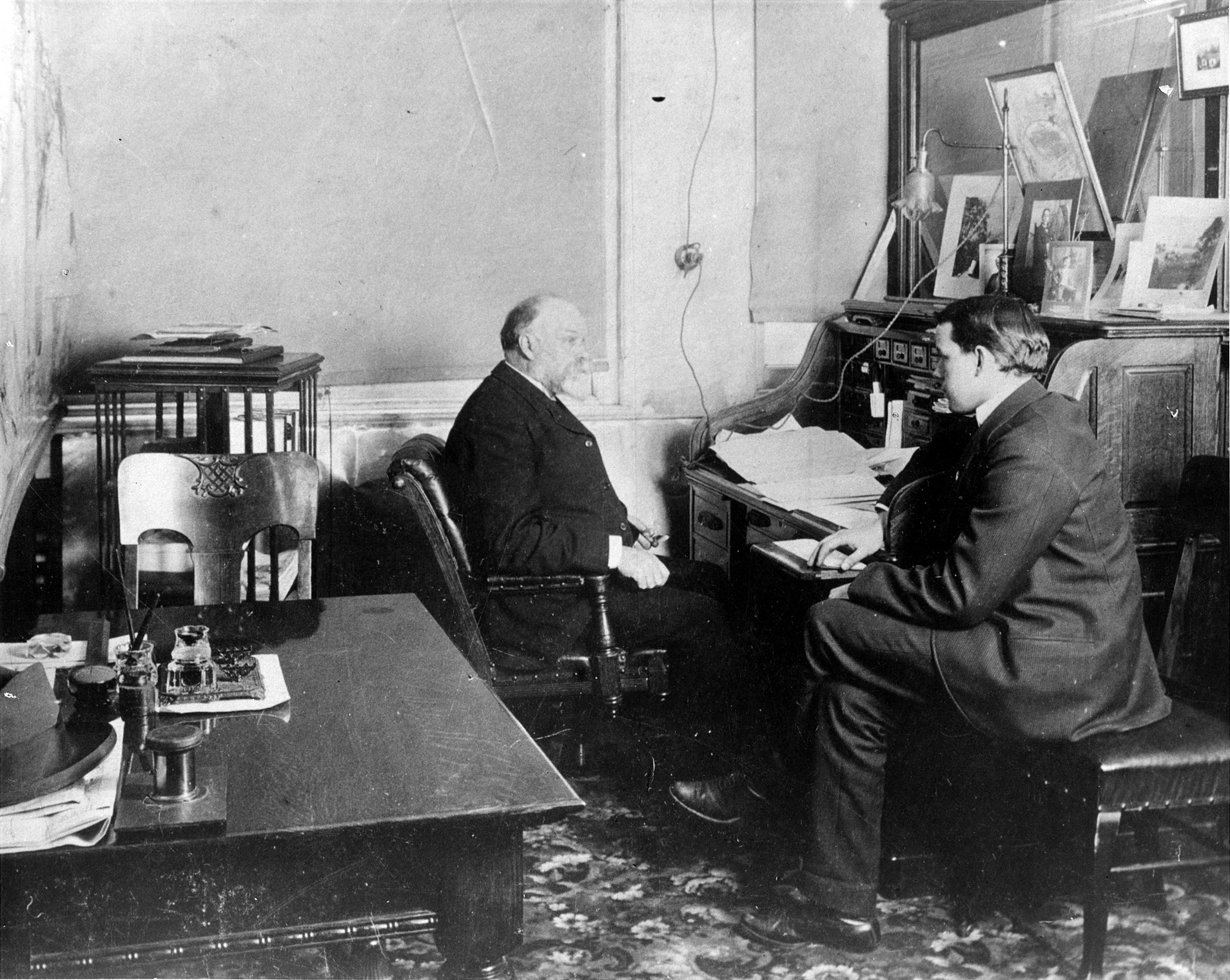
Avec son père en 1899

Né à Toronto en Ontario, il est le plus jeune fils du magnat du grand magasin Timothy Eaton et de sa femme, Margaret Wilson Beattie. Il épouse Flora McCrea en 1901, le couple a six enfants : Timothy Craig, John David, Edgar Allison, Gilbert McCrea, Florence Mary et Evlyn ( adopté ).
À la mort de son père en 1907, il hérite de cinq millions de dollars et de la T. Eaton Company. Il en devient le président à cette époque, et la société prospère sous son contrôle. Il exerce une grande influence sur l'entreprise et développe les magasins à l'échelle nationale.
Il construit Ardwold, une énorme résidence de 50 pièces à Toronto, du début en 1909 à la fin en 1911. Il acquiert également de sa mère une maison de villégiature à Oakville, en Ontario, appelée le domaine Raymar (le domaine est aujourd'hui disparu).
En 1915, John Craig Eaton est fait Knight Bachelor en reconnaissance de sa participation à l'effort de guerre. Il devient ainsi Sir John Craig Eaton, et sa femme est connue sous le nom de Lady Eaton.
Il est un philanthrope réputé. Sa contribution publique la plus généreuse est sans doute le don, fait avec sa mère, d'un terrain et de fonds pour une grande église méthodiste sur l'avenue St Clair à Toronto. Appelée Timothy Eaton Memorial Church en l'honneur de son père, elle est construite en 1912-1914. Il fait également de nombreux dons à Omemee, en Ontario, la ville natale de sa femme Flora. Parmi ces dons, citons le Coronation Hall (1911), le presbytère et l'orgue de la Trinity United Church.
Il meurt d'une pneumonie consécutive à une grippe en 1922, à l'âge de 45 ans, et son cousin Robert Young Eaton devient président de la société jusqu'à ce que le fils de Sir John, John David Eaton, atteigne un âge suffisant pour prendre la relève. Le petit-fils de Sir John, John Craig Eaton II, occupé le poste de président d'Eaton au cours des dernières années.